# Brenzy Peña
Brenzy Peña (Mérida, Venezuela, 7 de diciembre de 1985) es una exfutbolista profesional venezolana, se desempeñaba en el terreno de juego como mediocampista ofensiva y su último equipo fue el Graceland University de la División I de la NCAA.

## Biografía
Nacida en Mérida, Venezuela, comienza a jugar al futbol a los 18 años de edad en la Universidad de Los Andes, pero su carrera futbolística como tal comenzó en Mérida en el año 2004 con el club Estudiantes de Mérida, en el que estuvo dos años.
En el año 2006 Brenzy Peña se convierte en la primera jugadora venezolana en jugar en el exterior, firmando contrato en ese entonces con el equipo Barakaldo Club de Fútbol de la Primera División Femenina de España.

## Clubes
| Club                           | País           | Año       |
| ------------------------------ | -------------- | --------- |
| Estudiantes de Mérida          | Venezuela      | 2004-2005 |
| UCAB Spirit                    | Venezuela      | 2005-2006 |
| Barakaldo Club de Fútbol       | España         | 2006-2007 |
| Dragonas del Instituto Oriente | México         | 2008-2009 |
| Pauldarrak EFKT                | España         | 2009-2010 |
| Caracas FC                     | Venezuela      | 2010-2011 |
| Graceland University           | Estados Unidos | 2011-2013 |

## Palmarés
- Liga Nacional de Fútbol Femenino de Venezuela 2004-2005 - Campeona
- Liga Nacional de Fútbol Femenino de Venezuela 2006-2007 - Campeona
- Liga Nacional de Fútbol Femenino de Venezuela 2010-2011 - Campeona